# Mohamed Anisse Djaballah
Mohamed Anisse Djaballah (en arabe : محمد أنيس جاب الله), né le 12 août 1999, est un nageur algérien.

## Carrière
Aux Jeux africains de 2019 à Casablanca, Mohamed Anisse Djaballah remporte la médaille de bronze du relais 4 x 200 mètres nage libre ; il est aussi quatrième des finales des 400, 800 et 1 500 mètres nage libre et septième de la finale du 200 mètres nage libre.